# Cercina (geslacht)
Cercina is een geslacht van rechtvleugeligen uit de familie veldsprinkhanen (Acrididae). De wetenschappelijke naam van dit geslacht is voor het eerst geldig gepubliceerd in 1878 door Stål.

## Soorten
Het geslacht Cercina omvat de volgende soorten:
- Cercina obtusa Stål, 1878
- Cercina phillipsi Henry, 1933